# Salam (Karangpandan)
Salam is een bestuurslaag in het regentschap Karanganyar van de provincie Midden-Java, Indonesië. Salam telt 2513 inwoners (volkstelling 2010).